# Dyathapura, Alur
Dyathapura là một làng thuộc tehsil Alur, huyện Hassan, bang Karnataka, Ấn Độ.